# Tadj ol-Molouk
Titre
Reine consort d'Iran
15 décembre 1925 – 16 septembre 1941
(15 ans, 9 mois et 1 jour)
Tadj ol-Molouk Ayromlou (17 mars 1896 - 10 mars 1982), née Nimtaj Khanoum, est la fille du général Mirpandj Teymour Tadfel Molouk Ayromlou et l'épouse de Reza Khan, fondateur de la dynastie Pahlavi et chah d'Iran. En tant qu'épouse de monarque régnant, elle porta le titre de reine consort de 1925 à 1941, année de l'abdication de Reza Chah. L'intronisation de son fils, Mohammad Reza Pahlavi, la même année, lui vaut le titre de reine mère. D'origine azérie, elle était issue du clan des Ayroum, une des familles dominantes du Caucase. En langue persane son nom signifie « couronne du roi ».

## Biographie

### Jeunesse (1896-1925)
Nimtaj Khanoum Ayromlou naît le 17 mars 1896 à Bakou et est la fille du général d'armée Teymour Adfel Ayromlou. L'Iran de cette époque, et jusque dans les années 1920 est un pays extrêmement peu développé, qui sert d'état tampon entre les empires russe (qui a annexé une partie du territoire au cours du XIXe siècle) et britannique des Indes (Londres possédant une sorte d'exclusivité d'extraction du pétrole iranien depuis 1901). 

En 1915, Nimtaj a dix-neuf ans. Pour l'époque, c'est une « fille restée à la maison », autrement dit une vieille fille. Sa route - ou plutôt celle de son père - va croiser celle d'un officier cosaque de trente-sept ans, Reza Khan. Ce dernier, bien qu'issu d'un milieu très modeste, vient d'être nommé Colonel de la Division Cosaque, et en sera bientôt le commandant (1920). Son ascension au pouvoir est déjà pressentie, et Teymour, qui a trois filles et un garçon, va accorder à Reza la main d'une de ses filles : Nimtaj. 

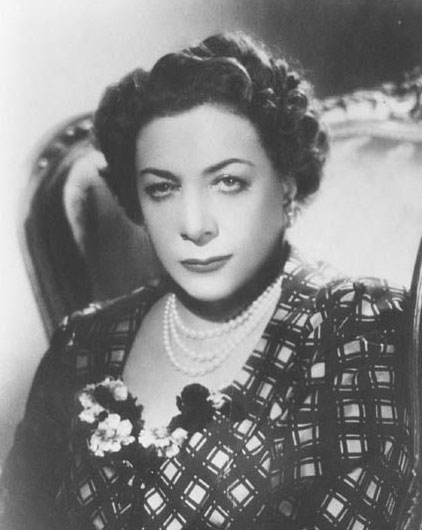
Tadj ol-Molouk.

C'est le deuxième mariage de Reza Khan ; il s'est déjà marié en 1894 à Maryam Ayromlou, morte peu de temps après la naissance de leur enfant, Fatmeh dite Hamdam os-Saltaneh, le 22 février 1903. Mais ce deuxième mariage avec Nimtaj constitue une élévation sociale pour l'officier, et portera ses fruits, lui permettant de grimper dans la hiérarchie cosaque. Ils auront quatre enfants : une fille aînée, Chams, qui naît le 18 octobre 1917, puis des jumeaux, Mohammad Reza et Ashraf, le 26 octobre 1919, et enfin un fils, Ali-Reza, le 1er mars 1922.
Le 23 février 1921, Reza Khan effectue un « coup d'État » en prenant contrôle de la capitale. À cette époque, Nimtaj et leurs enfants vivent dans une modeste maison au centre de Téhéran (selon certaines sources, cette même maison a été rasée pour y édifier à la place le Palais de Marbre dans les années 1920). Peu après, le Shah Qâdjar de l'époque, Ahmad Shah, la gratifie - en tant qu'épouse du commandant des armées puis Premier Ministre - du titre de Tadj ol-Molouk, ce qui signifie « couronne du Roi ».

### Reine consort d'Iran (1925-1941)

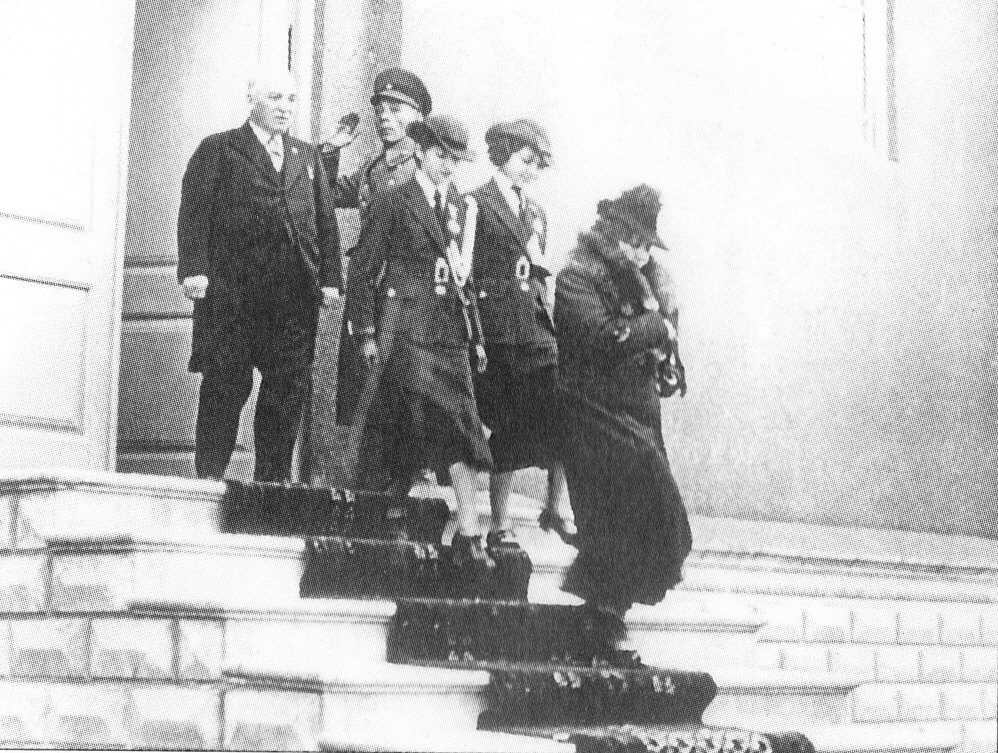
Tadj ol-Molouk et ses filles, le 8 janvier 1936, lors de la cérémonie d'obtention de diplôme des étudiantes de la faculté préliminaire.

Le 15 décembre 1925, quand son mari devient officiellement le nouveau Shah-in-Shah (empereur) d'Iran, elle prend le titre de malekeh, c'est-à-dire de « reine ». En effet l'usage ne prévoit pas une égalisation du statut impérial pour les deux membres du couple impérial, et la femme porte le titre de reine. Il en sera de même jusqu'en 1967, date à laquelle sera créé le titre de chahbanou, c'est-à-dire « femme du roi » pour la reine d'alors, Farah Pahlavi. Cependant, dès 1925, le titre de reine est répandu et utilisé en public comme en privé, même parfois dans les actes officiels, alors qu'il ne l'est pas. 

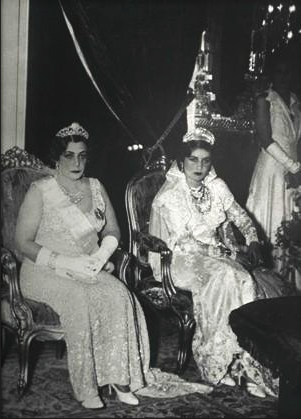
La reine Tadj ol-Molouk et Faouzia lors du mariage de cette dernière et de Mohammad Reza Pahlavi, le 25 avril 1939.

En outre, si elle est officiellement la reine, elle ne vit plus avec son mari depuis 1922. Ce dernier a contracté un autre mariage avec la petite-fille de l'oncle maternel de feu le chah Nasseredin, Touran Amir Soleimani, qui donnera naissance au prince Gholam Reza le 15 mai 1923. Mais leur mariage sera rompu peu de temps après, à la suite d'un « affront » de Touran qui avait essayé de vendre un collier que son mari lui avait offert. Reza se remarie avant la fin de l'année 1923 avec une princesse Qadjare, Esmat Dowlatshahi.  
Tadj ol-Molouk participe néanmoins à toutes les cérémonies, ne se mêlant pas des affaires politique où évolue son mari.
Un événement mérite cependant d'être retenu : le 7 janvier 1936, le tchador est officiellement aboli par Reza Chah et le port de vêtements islamiques interdit dans tout le pays. Cette réforme voit sa théâtralisation le 8 janvier, lors de la cérémonie de remises des diplômes des filles de la Faculté préliminaire. Toutes les jeunes filles sont en habit occidental, et on sait que le souverain va se rendre à la cérémonie. Avant lui, arrive le Premier ministre Mahmoud Jam, avec derrière lui, la reine, habillée dans un style très occidental, ainsi que ses filles, les princesses Chams et Ashraf, elles vêtues en uniformes. Tadj ol-Molouk, dans cet épisode, symbolise l'émancipation de la femme iranienne, qui fait partie des transformations de la société de son pays voulues par son mari.
En avril 1939, le prince héritier épouse, d'abord au Caire, puis à Téhéran, la ravissante princesse Faouzia, sœur du roi Farouk. Mais les épousailles ne se passent pas très bien : la reine Nazli, mère de la mariée, invitée à Téhéran, n'a de cesse de rabaisser la cour de Téhéran, très en dessous de l'opulente cour d'Égypte, et encore complètement misérable vingt ans avant. La reine, comme la cour, prend sur elle, mais elle n'aura ainsi jamais de très bonnes relations avec sa première belle-fille.

### Reine douairière (1941-1979)
La cour de Téhéran dans son usage quotidien était jusque dans les années 1960 dominée par l'influence féminine de l'impératrice mère.
Après l'abdication de son mari le 16 septembre 1941, elle ne suit pas ce dernier dans son exil en Afrique du Sud, contrairement à d'autres membres de la famille royale. Après la mort de Reza Chah le 16 juillet 1944, elle se remariera discrètement. Du reste, elle entend faire payer à Fawzia, la nouvelle reine, les vexations subies lors de son mariage deux ans plus tôt. Elle mène cette cour revancharde qui intrigue contre la reine, ce qui aura une responsabilité dans la fuite de Fawzia vers l'Egypte, en 1945, quoique les mauvaises relations entre Fawzia et Ashraf, sœur jumelle du chah, pourtant excellentes à l'origine, ne soient pas à négliger.
Mais si elle a presque fait fuir Fawzia, elle s'occupe avec une attention et une gentillesse étonnante de sa fille, sa petite-fille la princesse Shahnaz. Les deux femmes auront ainsi une relation privilégiée, plus importante que celle de Shahnaz avec son père, qui a admis dans ses mémoires l'avoir un peu négligée.
En novembre 1949, le chah échappe de peu à un attentat à l'université de Téhéran. La reine-mère, soucieuse d'assurer la descendance des Pahlavi — bien qu'elle ait un autre fils, le prince Ali-Reza —, décide de trouver une nouvelle épouse pour son fils, le divorce avec Fawzia ayant été prononcé en 1948. Elle demande à une de ses amies, Foorough Zafar Bakhtiari, de lui trouver une prétendante pour le roi. Cette dernière va, après quelques recherches, choisir la fille de l'un de ses cousins éloignés : ainsi entrera en scène Soraya Esfandiari Bakhtiari.

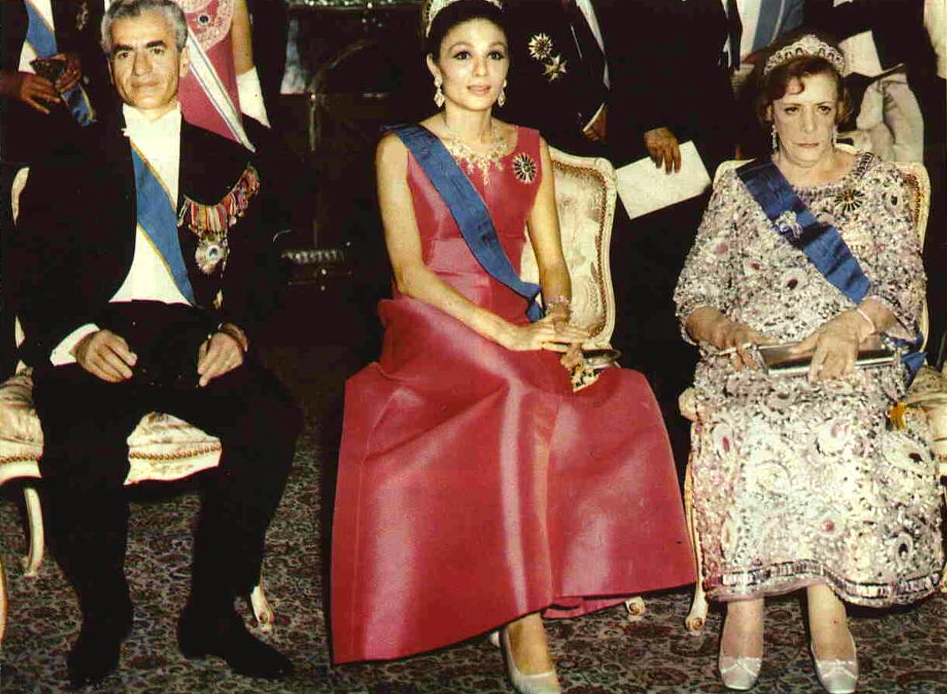
Mohammad Reza chah Pahlavi, Farah Pahlavi, Tadj ol-Molouk, le 26 octobre 1967, à l'inauguration de la salle Rudaki, le soir du couronnement du chah.

En 1952, peu après son rappel à la tête du gouvernement, le docteur Mossadegh, dans un souci d'éloigner de Téhéran tous les intrigants de cour - il vise alors surtout la princesse Ashraf, organise le départ d'Iran de nombreux membres de la famille impériale, dont Tadj ol-Molouk. Elle reviendra en Iran peu après la chute de Mossadegh, le 19 août 1953.
Les années passent et la reine-mère sort peu, ne parrainant ou ne présidant - contrairement à ses filles - aucune association caritative. Elle assiste néanmoins au couronnement de son fils le 26 octobre 1967, non pas à la cérémonie elle-même, mais à la célébration qui suivit le soir même, ce jour étant également le quarante-huitième anniversaire de Mohammad Reza Shah. Du reste, elle donne deux fêtes par an, à son palais de Sa'ad Abad, l'une le 31 octobre, pour célébrer la naissance de son petit-fils, le prince héritier Reza, et l'autre le 19 août, pour commémorer la chute de Mossadegh.  
C'est d'ailleurs lors de la dernière fête, le 19 août 1978, que le Shah et la Shahbanou, qui participent à la fête donnée par la reine-mère, apprennent l'incendie du cinéma Rex à Abadan.
Vieillissante, elle servait aussi d'alibi : le shah ayant commencé, dès 1971, à ressentir les premiers symptômes de la maladie de Waldenström, on prétendait, face aux questions des courtisans, que les médecins qui défilaient au palais venaient en fait s'assurer de la bonne santé de Tadj ol-Molouk. 
Son fils l'envoie pendant les troubles d'avant la révolution islamique de 1979 chez la princesse Chams Pahlavi à Beverly Hills. Elle arrive à Los Angeles à bord d'un Boeing 747 de la flotte aérienne impériale iranienne le 30 décembre 1978. Quelques jours plus tard, le 2 janvier 1979, des étudiants islamistes iraniens tentent de mettre le feu à la maison. L'impératrice mère et sa fille se réfugient alors dans la propriété de Palm Springs de l'ancien diplomate Walter Annenberg, qui fut ambassadeur des États-Unis à Londres.

### Fin de vie (1979-1982)
Après les incidents de Beverly Hills, Chams déménage à Acapulco, au Mexique. Sa mère la suit.  
Elle fait partie des rares absents des funérailles du chah au Caire, le 29 juillet 1980, organisées par Anouar el-Sadate, avec les princesses Fatimah, Shahnaz et Chams. En effet cette dernière vit avec sa mère, qui n'a pas été informée du décès de son fils, deux jours plus tôt. Le choc aurait pu lui être fatal, et Tadj ol-Molouk ne saurait jamais qu'elle a survécu à ses deux fils. 
Elle meurt, une semaine avant son quatre-vingt-sixième anniversaire, le 10 mars 1982 à Acapulco des suites d'une leucémie.

## Sources
- Yves Bomati et Houchang Nahavandi, Mohammad Réza Pahlavi, le dernier shah/1919-1980, Perrin, 2013
- Bertrand Meyer-Stabley, La Véritable princesse Soraya, Pygmalion, 2002
- Vincent Meylan, La Véritable Farah, impératrice d'Iran, Pygmalion, 2000